# Jason Isbell
Michael Jason Isbell (Green Hill, Alabama; 1 de febrero de 1979) es un cantautor y guitarrista estadounidense. Es conocido por su carrera en solitario, su trabajo con la banda The 400 Unit y como miembro de Drive-By Truckers durante seis años, de 2001 a 2007. Isbell ha ganado cuatro premios Grammy.

## Carrera

### Drive-By Truckers y carrera solista
Después de asistir a la Universidad de Memphis, donde estudió literatura inglesa y escritura creativa, Isbell obtuvo un contrato editorial con FAME Studios en Muscle Shoals, Alabama. Trabajó como compositor y en 2001 se unió a la banda de rock Drive-By Truckers mientras realizaban una gira en apoyo de su álbum Southern Rock Opera. Poco después, Isbell comenzó también una carrera en solitario y lanzó su álbum debut, Sirens of the Ditch, el 10 de julio de 2007.
Su cuarto álbum, Southeastern, fue producido por Dave Cobb y contó con Kim Richey y la esposa de Isbell, Amanda Shires. Fue lanzado en 2013 y recibió críticas muy positivas. Se incluyó en la lista «Los 500 mejores álbumes de todos los tiempos» de Rolling Stone y llevó a Isbell a ganar premios en el Americana Music Awards, donde obtuvo el «Álbum del año», Isbell fue nombrado «Artista del año» y la canción «Cover Me Up» fue nombrada «Canción del año». El álbum recibió elogios de artistas como John Prine y Bruce Springsteen.
El quinto disco de Isbell, Something More Than Free, fue lanzado el 17 de julio de 2015. Grabó el álbum en el estudio Sound Emporium de Nashville con una banda completa. Durante 2015, Isbell realizó una gira por Norteamérica para promocionar el álbum, que debutó en el número uno en las listas de discos de rock, folk y country de la revista Billboard. El álbum fue bien recibido, ganando dos premios Grammy: por Mejor Álbum Americana y Mejor Canción de Raíces Americanas («24 Frames»).
Desde Sirens Of The Ditch, de 2007, su debut en solitario, Jason Isbell no había lanzado un álbum sin ningún miembro de su banda de siempre, 400 Unit. Con Foxes in the Snow, editado en 2025, retoma el formato de trabajo en solitario, enmarcado en una narrativa centrada en la ruptura con Amanda Shires, quien ha sido tanto su pareja sentimental como colaboradora musical a lo largo de los años y cuya compleja relación ya había sido explorada en el documental Running With Our Eyes Closed (2023).

### Aparición de The 400 Unit
La banda Jason Isbell and the 400 Unit está compuesta principalmente por músicos del área de Muscle Shoals, Alabama. Su alineación es:
- Jason Isbell: guitarra, voz
- Sadler Vaden: guitarra, coros
- Jimbo Hart: bajo, coros
- Derry DeBorja: teclado, acordeón, coros - antes de Son Volt
- Chad Gamble: batería, coros
- Amanda Shires: violín, coros

El álbum homónimo de 400 Unit fue lanzado el 17 de febrero de 2009 en Lightning Rod Records. Isbell and the 400 Unit lanzaron su segundo álbum, Here We Rest, el 12 de abril de 2011. El 16 de junio de 2017, lanzaron el álbum, The Nashville Sound. Isbell y la banda ganaron dos premios Grammy. En octubre de 2017, se anunció que Isbell sería el artista residente oficial en el Museo y Salón de la Fama del Country. Isbell contribuyó con la balada «Maybe It's Time» a la banda sonora de la película de 2018 A Star Is Born, donde fue interpretada por el personaje del actor Bradley Cooper, Jackson Maine. Su álbum más reciente es Reunions, lanzado el 15 de mayo de 2020.

## Discografía

### Álbumes de estudio
- Sirens of the Ditch (2007)
- Jason Isbell and the 400 Unit (2009)
- Here We Rest (2011)
- Southeastern (2013)
- Something More Than Free (2015)
- The Nashville Sound (2017)
- Reunions (2020)
- Georgia Blue  (2021)
- Weathervanes (2023)
- Foxes In The Snow (2025)

### Álbumes en vivo
- Live at Twist & Shout 11.16.07 (2008)
- Live from Alabama (2012)
- Live from Welcome to 1979 (2017)
- Live from the Ryman (2018)